# ガルラスコ
ガルラスコ（伊: Garlasco）は、イタリア共和国ロンバルディア州パヴィーア県にある、人口約9,500人の基礎自治体（コムーネ）。

## 地理

### 位置・広がり

#### 隣接コムーネ
隣接するコムーネは以下の通り。
- アラーニャ
- ボルゴ・サン・シーロ
- ドルノ
- グロペッロ・カイローリ
- トロメッロ
- ゼルボロ

### 気候分類・地震分類
気候分類では、zona E, 2619 GGに分類される。
また、イタリアの地震リスク階級 (it) では、zona 3 (sismicità bassa) に分類される
。

## 行政

### 分離集落
ガルラスコには、以下の分離集落（フラツィオーネ）がある。
- Madonna della Bozzola, San Biagio, Località Fornazzo, Tenuta Valbona, Cascina Baraggia, Cascina Barbesina, Cascina Cabassa, Cascina Campaccio, Cascina Cantone, Cascina Ca'Nuova, Cascina Cappanella, Cascina Guala, Cascina Guastina, Cascina Pila del Lova, Cascina Scalina, Cascina Solferina, Cascina Valletto, Cascina Venturina